# Fujinomiya
Fujinomiya (japanska: 富士宮市  ?, Fujinomiya-shi) är en stad i Shizuoka prefektur i Japan. Staden fick stadsrättigheter 1942.